# Ansitz Kronhalden
Der ehemalige Ansitz Kronhalden liegt in der Oberstadt von Bregenz. Das Bauwerk steht unter Denkmalschutz und wird heute als Wohnhaus genützt.

## Geschichte
Das Gut war im Besitz der Grafen von Montfort und wurde 1370 als „Hofgut zur Halde“ genannt. 1523 gehörte der Hof den Herzögen von Österreich, 1547 besitzen die Leber von Wolfurt und ab 1657 die Bregenzer Patrizier Jehlin den Ansitz. Von 1722 an wurde es als Priesterseminar genützt, ab 1779 gehörte es dem Kloster Mehrerau. Von 1924 bis 2007 war es städtisches Altersheim, heute ist es eine Wohnhausanlage.

## Architektur
Der dreigeschoßige Hauptbau hat ein Satteldach mit zwei Gaupen. Im Zuge des letzten Umbaus wurde im Dach noch zwei Geschoße eingebaut. Das Gebäude wurde im Laufe der Geschichte öfters umgebaut. Die modernen Balkonzubauten zeigen von der heutigen Wohnnutzung.
Vom zweigeschoßigen Nebengebäude ist nur mehr Keller und Erdgeschoß erhalten, die darüber liegenden Geschoße wurden neu errichtet.
Im Zuge der Generalsanierung wurde im Hof zwischen den beiden Häusern eine Tiefgarage errichtet, dazu wurde das Objekt auch archäologisch und bauhistorisch untersucht.